# Élections législatives kosovares de 2017
Les élections législatives kosovares de 2017 (en albanais : Zgjedhjet parlamentare në Kosovë 2017) se tiennent le dimanche 11 juin 2017, afin d'élire les cent vingt députés de l'Assemblée du Kosovo pour une législature de quatre ans.
Elles ont lieu de manière anticipée à la suite de la chute du gouvernement d'Isa Mustafa. Celui ci se voit infligé une motion de censure le 10 mai 2017 par 78 voix contre 34 après l'échec de la conclusion d'un accord avec le Monténégro voisin sur une reconnaissance de leur frontière commune.
Le scrutin conduit à une impasse parlementaire, les principales formations albanophones du pays se constituant en trois grand blocs aux résultats électoraux plus ou moins égaux qui ne parviennent pas à s'entendre sur un nouveau gouvernement. L'impasse politique est finalement résolue grâce à la défection de l'Alliance pour un nouveau Kosovo au profit de la coalition PAN - renommée PANA. Le dirigeant de l'Alliance pour l'avenir du Kosovo Ramush Haradinaj devient ainsi le premier ministre d'un fragile gouvernement minoritaire mené par la coalition avec le soutien sans participation de la minorité serbes et de quelques autres partis ethniques mineurs.

## Contexte
Il s'agit d'une élection anticipée à la suite d'une motion de censure à l'encontre du gouvernement du Premier ministre Isa Mustafa. Cette motion, soutenue par 42 députés, a été déposée par les partis NISMA (en), Alliance pour l'avenir du Kosovo ainsi que Autodétermination (parti politique).
Lors du vote en assemblée plénière le 10 mai 2017, le texte a été approuvé par 78 voix pour, 34 contre et 3 abstentions. 3 députés étaient absents. Le Parti démocratique du Kosovo a soutenu a une très large majorité cette motion (32 pour, 1 contre, 1 abstention). Les députés de la Ligue démocratique du Kosovo ont quant à eux voté à l'unanimité contre la motion (31 contre). Les trois partis dépositaire de la motion ont eux approuvé à l'unanimité la motion.
Le 11 mai, la Commission électorale décide que les candidatures devront être déposées avant le 19 mai 2017, que le tirage au sort des numéros des listes aura lieu le 27 mai 2017. Elle décide par la même occasion de la période électoral qui débutera le mercredi 31 mai 2017 et se terminera le vendredi 9 juin 2017.
le Parti démocratique du Kosovo (PDK) cherche à former de nouvelles alliances afin de s'assurer une majorité parlementaires. Divers tractations ont lieu entre les partis. Finalement, un accord est trouvé. Il concerne le Parti démocratique du Kosovo (PDK), l'Alliance pour l'avenir du Kosovo (AAK), Initiative pour le Kosovo (en)(NISMA) ainsi que dix autres petits partis. La commission électorale, par son rapport du 24 mai 2017, confirme la coalition de ces trois partis.
La Ligue démocratique du Kosovo conclu une coalition avec l'Alliance pour un nouveau Kosovo (AKR). Autodétermination (Vetëvendosje!) décide de ne pas former de coalition avec d'autres mouvements.
Un nouveau parti attire l'attention des médias. Il s'agit du parti « Parole » (Fjala) qui est le seul nouveau parti à déposer 110 candidatures pour cette élection (maximum). Ce parti prône le conservatisme social.

## Mode de scrutin
L'Assemblée du Kosovo est un parlement unicaméral doté de 120 sièges pourvus pour quatre ans au scrutin proportionnel plurinominal dans une circonscription électorale unique. Les sièges sont répartis selon la méthode d'Hondt à tous les partis ayant franchi le seuil électoral de 5 % des suffrages exprimés. Les électeurs ont également la possibilité d'effectuer jusqu'à cinq votes préférentiels pour des candidats de la liste choisie afin de faire monter leurs places dans celle-ci.
Sur les 120 sièges, 100 sont pour les albanophones tandis que les 20 restants sont réservés aux minorités ethniques, à raison de dix sièges pour les Serbes, 3 pour les Bosniaques, 2 pour les Turcs, et 1 chacun pour les Roms, Ashkalis, Égyptiens des Balkans et Gorans. Un siège supplémentaire est cependant attribué à la minorité ayant recueilli le plus de suffrages parmi celles des Roms, Ashkalis et Égyptiens des Balkans, ce qui amène le plus souvent ces trois minorités à être présentées regroupées dans un ensemble comportant quatre sièges. Tous les partis doivent obligatoirement déclarer la communauté qu'ils représentent lors de leur enregistrement. Les électeurs se rendant aux urnes ont le choix de voter soit pour un parti ordinaire, soit pour un parti représentant une minorité. Après décompte des voix, la répartition de ces sièges se fait à la proportionnelle selon la même méthode que pour les sièges ordinaires, mais en ne prenant en compte pour chaque minorité que les suffrages obtenus par les partis représentant cette minorité. En pratique, dans le cas d'une minorité dotée d'un seul siège à pourvoir, le vote prend la forme d'un scrutin uninominal majoritaire à un tour,. 
Depuis 2008, toutes les listes sont en outre soumises à des quotas imposant un minimum de 30 % de candidats de chacun des deux sexes, avec une alternance dans l'ordre des listes au minimum tous les trois noms.

## Campagne

### Principales forces politiques
| Parti | Parti                                                             | Idéologie                                                 | Chef de file      | Résultat en 2014             |
| ----- | ----------------------------------------------------------------- | --------------------------------------------------------- | ----------------- | ---------------------------- |
|       | Parti démocratique du Kosovo Partia Demokratike e Kosovës         | Centre droit Social-libéralisme, nationalisme, europhilie | Kadri Veseli      | 30,38 % des voix 37 députés  |
|       | Ligue démocratique du Kosovo Lidhja Demokratike e Kosovës         | Centre droit Conservatisme, libéralisme, europhilie       | Avdullah Hoti     | 25,24 % des voix 30 députés  |
|       | Autodétermination Vetëvendosje!                                   | Gauche Nationalisme, protectionnisme, démocratie directe  | Albin Kurti       | 13,59 % des voix 16 députés  |
|       | Alliance pour l'avenir du Kosovo Aleanca për Ardhmërinë e Kosovës | Centre droit Conservatisme, europhilie                    | Ramush Haradinaj  | 9,54 % des voix 11 députés   |
|       | Liste Serbe Српска листа                                          | Centre droit Libéralisme, défense de la minorité serbe    | Goran Rakić       | 5,98 % des voix 10 députés   |
|       | Initiative pour le Kosovo (en) NISMA për Kosovën                  | Centre droit Conservatisme, europhilie                    | Fatmir Limaj (en) | 5,15 % des voix 6 députés    |
|       | Alliance pour un nouveau Kosovo Aleanca Kosova e Re               | Centre Libéralisme                                        | Behgjet Pacolli   | 4,67 % des voix aucun député |

### Enquêtes d'opinion
Selon un sondage du 29 mars 2017 (avant les coalitions) réalisé par le « Centre de recherche sur la politique économique et sociale » du Kosovo, le Parti démocratique du Kosovo (PDK) remporterait les élections avec 24,6 % des voix, suivi par l'Alliance pour l'avenir du Kosovo (AAK) avec 22,7 %, la Ligue démocratique du Kosovo avec 19,4 %, Autodétermination (Vetëvendosje!) avec 16,3 %, Initiative pour le Kosovo (en)(NISMA) avec 4,2 % et enfin l'Alliance pour un nouveau Kosovo (AKR) avec 3,9 %. Les autres partis se repartiraient 8,9 % des voix.
Toutefois, un sondage réalisé par « Ubo Consulting » sur 1065 personnes démontre une tout autre conception des élections. En effet, selon ce sondage c'est Autodétermination (Vetëvendosje!) qui remporterait les élections avec 26 % des voix, suivi du Parti démocratique du Kosovo (PDK) avec 23 %, la Ligue démocratique du Kosovo avec 20,4 %, l'Alliance pour l'avenir du Kosovo (AAK) avec 14,4 % et enfin l'Alliance pour un nouveau Kosovo (AKR) avec 5 % des voix. Les autres partis se repartiraient 9,2 % des voix.
Ce sondage rapporte d'autres informations comme le report des voix entre partis et celles des abstentionnistes. Selon ce sondage, 24,1 % des sondés n'ayant pas participé à la dernière élections voteront pour Autodétermination (Vetëvendosje!) (31,6 % ne souhaitent pas répondre, 12,6 % pour le Parti démocratique du Kosovo (PDK), 9,2 % pour la Ligue démocratique du Kosovo). 9,1 % des électeurs de la Ligue démocratique du Kosovo iront voter Autodétermination (Vetëvendosje!) selon ce sondage, de même que 8,2 % des électeurs du Parti démocratique du Kosovo (PDK).
Néanmoins, certains accusent Autodétermination (Vetëvendosje!), qui a commandité ce sondage, d'avoir user de son influence pour modifier les résultats.
Le « Centre de recherche sur la politique économique et sociale » du Kosovo a effectué un autre sondage après les coalitions officielles. 3500 personnes ont répondu à ce sondage. Il donne vainqueur la coalition PDK-AAK-NISMA avec 40,82 % des voix, suivi de la coalition entre la Ligue démocratique du Kosovo et l'Alliance pour un nouveau Kosovo avec 30,22 % des voix et enfin Autodétermination (Vetëvendosje!) avec 19,45 % des voix. Les autres partis se repartiraient 9,51 % des voix .
Les sondages ne sont pas encore très utilisé au Kosovo et intéressent peu les kosovars. Leur nombre est limité et leur fiabilité aussi .

## Résultats
Les élections législatives ont lieu pendant le mois de Ramadan, cela peut modifier la participation durant la matinée.
Participation nationale à 11h00 : 8,56 %
- Pristina/Prishtinë : 9,37 %
- Prizren : 7,22 %
- Ferizaj/Uroševac : 9,12 %
- Peć/Pejë : 9,28 %
- Gjakovë : 8,95 %
- Gnjilane/Gjilan : 8,05 %

Participation nationale à 15h00 : 27,67 %
- Prishtinë/Pristina : 33,00 %
- Prizren/Prizren : 25,29 %
- Ferizaj/Uroševac : 28,39 %
- Peć/Pejë : 27,80 %
- Gjakovë : 25,17 %
- Gnjilane/Gjilan : 29,59 %

Selon Valdete Daka, Présidente de la commission électorale, les résultats définitifs ne seront pas connus avant 3 semaines après l'élection à cause de « procédures » liées au comptage des voix. Néanmoins elle confirme que la coalition PAN (PDK-AAK-NISMA) arrive en tête avec près de 34 %, Autodétermination (Vetëvendosje!) avec près de 27 %, et la coalition LAA (LDK-AKR-Alternativa) avec près de 26 %.

### Voix et sièges
|                        |                                                   |                                                   |           |       |       |        |     |  |  |
| Parti ou coalition     | Parti ou coalition                                | Parti ou coalition                                | Voix      | %     | +/-   | Sièges | +/- |  |  |
|                        |                                                   | Parti démocratique du Kosovo (PDK)                | 245 627   | 33,74 | 11,33 | 23     | 14  |  |  |
|                        | Alliance pour l'avenir du Kosovo (AAK)            | 10                                                | 245 627   | 33,74 | 11,33 | 1      |     |  |  |
|                        | Initiative sociale-démocrate (NISMA)              | 6                                                 | 245 627   | 33,74 | 11,33 | -      |     |  |  |
| Coalition PAN          | Coalition PAN                                     | 39                                                | 245 627   | 33,74 | 11,33 | 15     |     |  |  |
|                        | Autodétermination (VV)                            | Autodétermination (VV)                            | 200 135   | 27,49 | 13,9  | 32     | 16  |  |  |
|                        |                                                   | Ligue démocratique du Kosovo (LDK)                | 185 884   | 25,53 | 4,38  | 23     | 7   |  |  |
|                        | Alliance pour un nouveau Kosovo (AKR)             | 4                                                 | 185 884   | 25,53 | 4,38  | 4      |     |  |  |
|                        | Alternativa                                       | 2                                                 | 185 884   | 25,53 | 4,38  | 2      |     |  |  |
| Coalition LAA          | Coalition LAA                                     | 29                                                | 185 884   | 25,53 | 4,38  | 1      |     |  |  |
|                        | Liste serbe pour le Kosovo (SL)                   | Liste serbe pour le Kosovo (SL)                   | 44 499    | 6,12  | 0,9   | 9      | -   |  |  |
|                        | Fjala                                             | Fjala                                             | 7 991     | 1,10  | Nv    | 0      | -   |  |  |
|                        | Parti démocratique turc du Kosovo (KDPT)          | Parti démocratique turc du Kosovo (KDPT)          | 7 852     | 1,08  | 0,06  | 2      | -   |  |  |
|                        | Coalition VAKAT (VAKAT)                           | Coalition VAKAT (VAKAT)                           | 6 444     | 0,89  | -     | 2      | -   |  |  |
|                        | Nouveau parti démocratique (NDS)                  | Nouveau parti démocratique (NDS)                  | 3 561     | 0,49  | 0,10  | 1      | -   |  |  |
|                        | Parti libéral indépendant (SLS)                   | Parti libéral indépendant (SLS)                   | 3 539     | 0,49  | 0,44  | 1      | 1   |  |  |
|                        | Parti démocrate des Ashkalis du Kosovo (PDAK)     | Parti démocrate des Ashkalis du Kosovo (PDAK)     | 2 424     | 0,33  | 0,13  | 1      | -   |  |  |
|                        | Parti libéral égyptien (PLE)                      | Parti libéral égyptien (PLE)                      | 2 415     | 0,33  | 0,06  | 1      | -   |  |  |
|                        | Parti unifié des Gorans (JGP)                     | Parti unifié des Gorans (JGP)                     | 2 369     | 0,33  | Nv    | 1      | 1   |  |  |
|                        | Parti des serbes du Kosovo - Active               | Parti des serbes du Kosovo - Active               | 2 123     | 0,29  | Nv    | 0      | -   |  |  |
|                        | Parti Ashkali pour l’intégration (PAI)            | Parti Ashkali pour l’intégration (PAI)            | 2 107     | 0,29  | 0,07  | 1      | -   |  |  |
|                        | Parti démocratique progressiste (PDS)             | Parti démocratique progressiste (PDS)             | 1 697     | 0,23  | 0,59  | 0      | 1   |  |  |
|                        | Nouvelle Initiative démocratique du Kosovo (IRDK) | Nouvelle Initiative démocratique du Kosovo (IRDK) | 1 520     | 0,21  | 0,01  | 0      | -   |  |  |
|                        | Partie turc de la justice au Kosovo               | Partie turc de la justice au Kosovo               | 1 438     | 0,20  | 0,12  | 0      | -   |  |  |
|                        | Coalition SDA                                     | Coalition SDA                                     | 1 355     | 0,19  | Nv    | 0      | -   |  |  |
|                        | POKRET ZA GORA                                    | POKRET ZA GORA                                    | 1 020     | 0,14  | 0,04  | 0      | -   |  |  |
|                        | Parti unifié des Roms du Kosovo (PREBK)           | Parti unifié des Roms du Kosovo (PREBK)           | 955       | 0,13  | 0,04  | 1      | 1   |  |  |
|                        | KOSOVAKI NEVI ROMANI PARTIA                       | KOSOVAKI NEVI ROMANI PARTIA                       | 950       | 0,13  | 0,04  | 0      | -   |  |  |
|                        | GRAĐANSKA INICIJATIVA GORE                        | GRAĐANSKA INICIJATIVA GORE                        | 813       | 0,11  | Nv    | 0      | -   |  |  |
|                        | PARTIA DEMOKRATIKE E UNITETIT                     | PARTIA DEMOKRATIKE E UNITETIT                     | 478       | 0,07  | Nv    | 0      | -   |  |  |
|                        | GI. ZA PROSPERITET KOSOVA                         | GI. ZA PROSPERITET KOSOVA                         | 312       | 0,04  | Nv    | 0      | -   |  |  |
|                        | G I EROMENDJE ALTERNATIVA                         | G I EROMENDJE ALTERNATIVA                         | 244       | 0,03  | Nv    | 0      | -   |  |  |
|                        | NAPREDNA SNAGA KOSOVA                             | NAPREDNA SNAGA KOSOVA                             | 226       | 0,03  | Nv    | 0      | -   |  |  |
|                        |                                                   |                                                   |           |       |       |        |     |  |  |
| Suffrages exprimés     | Suffrages exprimés                                | Suffrages exprimés                                | 727 986   | 93,68 |       |        |     |  |  |
| Votes blancs           | Votes blancs                                      | Votes blancs                                      | 6 553     | 0,84  |       |        |     |  |  |
| Votes nuls             | Votes nuls                                        | Votes nuls                                        | 42 554    | 5,47  |       |        |     |  |  |
| Total                  | Total                                             | Total                                             | 777 093   | 100   | -     | 120    | -   |  |  |
| Abstention             | Abstention                                        | Abstention                                        | 1 110 996 | 58,84 |       |        |     |  |  |
| Inscrits/Participation | Inscrits/Participation                            | Inscrits/Participation                            | 1 888 059 | 41,16 |       |        |     |  |  |

### Analyse

#### Général
Le résultat divise le pays en trois grandes parties : la coalition PAN (PDK-AAK-NISMA (en)), Autodétermination, la coalition LAA (LDK-AKR-Alternativa).
La Coalition PAN (PDK-AAK-NISMA (en)) perd au total 15 sièges, mais reste le premier groupe à l'Assemblée. Le Parti démocratique du Kosovo est le grand perdant de ces élections en nombre de députés. Alors qu'il possédait 37 députés avant ces législatives, il n'en rassemble que 23 après. Le parti dirigé par Ramush Haradinaj, l'AAK, ne perd qu'un siège. NISMA (en)) ne perd aucun siège.
Autodétermination réalise la meilleure performance de ces élections. Malgré sa deuxième place aux élections, le parti double son nombre de sièges à l'Assemblée. Les cadres du parti se considèrent comme premier parti du Kosovo puisque selon eux, la coalition PAN n'est pas un parti mais un regroupement de partis et que le Parti démocratique du Kosovo n'a que 23 députés.
Enfin, la coalition LAA (LDK-AKR-Alternativa) ne perd qu'un siège. Néanmoins, on peut observer qu'à l'intérieur de la coalition la Ligue démocratique du Kosovo perd sept sièges. L'Alliance pour un nouveau Kosovo qui n'avait pas passé le plafond de 5 % lors des dernières élection profite de cette alliance pour faire élire quatre députés. Enfin deux députés (Ilir Deda, ancien VV et Mimoza Kusari Lila, ancienne AKR) sont élus dans cette coalition sous l'étiquette "Alternativa".

#### Les grands gagnants
Les candidats ayant obtenu le plus grand nombre de suffrages sont Albin Kurti avec 143 621 (63 602 en 2014), suivi de Kadri Veseli avec 129 947 (54,'72 en 2014) et enfin Avdullah Hoti avec 115 693 (10 887 en 2014). Vjosa Osmani est quatrième de ce classement avec 64 147.

#### Rapport homme/femme
Afin d'éviter une très faible représentation des femmes à l'Assemblée, il est prévu par l'alinéa 111 du code électoral, qu'au minimum 30 % des élus doivent faire partie du sexe minoritaire à l'Assemblée. Cette loi empêche une majorité d'homme d'accéder à la fonction de député. Ils sont remplacés par les femmes ayant obtenu le plus de suffrages dans leur parti après eux. Sans cette loi, l'Assemblée aurait compté 21 femmes au lieu de 38, et compte donc 82 hommes au lieu de 99.

#### Formation du gouvernement
Il est impossible pour la coalition PAN de former seule un gouvernement. En effet, même avec les 20 sièges des minorités, la coalition ne pourrait obtenir que 59 sièges. La Ligue démocratique du Kosovo quant à elle refuse tout accord avec le Parti démocratique du Kosovo. De son côté Autodétermination refuse aussi toute alliance avec le Parti démocratique du Kosovo qu'elle considère comme responsable de la situation du pays.
Les politologues estiment qu'une coalition entre Autodétermination et la Ligue démocratique du Kosovo pourrait voir le jour, mais semble compliquée au vu du passé de la Ligue démocratique du Kosovo et de son désir qu'un de ses membres brigue le poste de Premier ministre du Kosovo,.
Après plusieurs mois de blocage, c'est Alliance pour un nouveau Kosovo (AKR) qui débloque la situation. Son président Behgjet Pacolli accepte l'offre de la coalition PAN. Avec ses 4 députés, il se voit offrir 5 ministères dont le prestigieux ministère des Affaires étrangères qui est attribué à Behgjet Pacolli. Celui-ci déclare que ce n'est pas un retournement de veste, mais que l'alliance avec la Ligue démocratique du Kosovo était une perte de temps dû à son envie de briguer le poste de Premier ministre du Kosovo. À la suite de cette nouvelle alliance, Korab Sejdiu, député de AKR, annonce sa démission du parti.
L'AKR ne peut promouvoir tous ses députés au rang de ministre. En effet, selon le code électoral, les députés qui deviennent ministres doivent quitter leur siège, et les députés qui quittent leur siège sont remplacés par les suivants de leur liste. Étant donné que l'AKR et la LDK sont présentés aux élections sur une liste commune, la LDK peut espérer récupérer des sièges. Behgjet Pacolli, lors de son entrée en fonction en tant que vice-Premier ministre et ministre des Affaires étrangères, a été remplacé par un député de la Ligue démocratique du Kosovo.
La Ligue démocratique du Kosovo ainsi que Autodétermination sont pris de court par cette annonce, malgré les nombreux avertissements de Behgjet Pacolli. Les deux camps se renvoient la faute et la tension monte,.

### Conséquences
Le 9 septembre 2017, Ramush Haradinaj devient Premier ministre du Kosovo en recevant la confiance de 61 députés sur 120. Autodétermination ainsi que la Ligue démocratique du Kosovo ayant quitté la salle, il n'y a aucun vote contre. Le député Zafir Berisha (NISMA) s'est abstenu pour raison de disqualification par la commission électorale de sa candidature à la mairie de Prizren. Le député met d'ailleurs en garde le gouvernement en leur indiquant qu'il est « Le soixante et unième député de la coalition »
Mouvement à la suite du vote de confiance :

Autodétermination (32)
LDK (27)
PDK (24)
NISMA (6)
AAK (9)
LS (10)
+6: (6)
Non-inscrits (6)

Coalition LAA :
- Behgjet Pacolli (AKR), nommé ministre des Affaires étrangères du Kosovo, est remplacé par Imet Rrahmani (LDK).
- Islam Pacolli (AKR) et Labinot Tahiri (AKR) quittent le groupe parlementaire de la Ligue démocratique du Kosovo et deviennent députés sans étiquette.
- Korab Sejdiu (AKR), élu au sein de la coalition LAA, quitte son parti (AKR), mais reste membre du groupe parlementaire de la Ligue démocratique du Kosovo en tant qu'indépendant.
Le groupe parlementaire de la Ligue démocratique du Kosovo compte donc 27 membres (24 LDK, 2 « Alternativa », 1 indépendant), alors qu'il en comptait 29 après les élections.
Coalition PAN :
- Ramush Haradinaj (AAK), nommé Premier ministre du Kosovo, est remplacé par Nait Hasani (PDK)
- Pal Lekaj (AAK), nommé Ministres des infrastructures du Kosovo, est remplacé par Bekë Berisha (AAK)
- Rrustem Berisha (AAK), nommé Ministre des forces armées du Kosovo, est remplacé par Gani Dreshaj (AAK)
- Enver Hoxhaj (PDK), nommé vice-Premier ministre du Kosovo, est remplacé par Enver Hoti (NISMA (en))
- Fatmir Limaj (NISMA (en)), nommé Ministre des transports et des télécommunications du Kosovo, est remplacé par Fadil Beka (PDK)
La coalition PAN compte donc 39 membres (24 PDK, 9 AAK, 6 NISMA (en)). Le PDK gagne un siège au profit de l'AAK.